# تمرد الجهاديين في بوركينا فاسو
تمرد الجهاديين في بوركينا فاسو هي حرب مستمرة وصراع بين حكومة بوركينا فاسو والمتمردين الإسلاميين. بدأ التمرد المسلح بعد مشاركة الجيش البوركينابي في الحملة الفرنسية على الجماعات الجهادية في مالي وبسبب عوامل التهميش للمسلمين في النظام السياسي. ينظر للحرب على أنها المسرح البوركينابي للتمرد في المغرب العربي.